# Volvo XC70
La Volvo XC70 è un'autovettura crossover SUV con carrozzeria familiare prodotta dalla casa automobilistica svedese Volvo a partire dal 1998 sino al 2016. Consiste semplicemente in una versione con impostazione fuoristradistica della Volvo V70, da cui si differenzia per le protezioni in plastica grezza che la rendono meno esposta agli urti, per l'assetto rialzato e per la trazione integrale. A tutte e tre le serie della V70 è stata abbinata la derivata XC. Come la V70, ha il motore in posizione trasversale.

## Prima serie (1998-2000)
| Modello | Tipo    | Potenza (kW/CV) | Cilindrata (cm³) |
| ------- | ------- | --------------- | ---------------- |
| 2.4 T   | benzina | 141/193         | 2435             |

Questo modello è basato sulla prima serie della V70, a sua volta un restyling della Volvo 850 SW. In realtà il suo vero nome sarebbe Volvo V70XC, ma fa parte a tutti gli effetti della famiglia XC. Era dotata di trazione integrale inserita tramite un giunto viscoso, che agiva solo quando le ruote posteriori in trazione iniziavano a perdere aderenza. Questo sistema non era però molto efficace. Comunque questo modello è stato un successo in Svezia e ha dato inizio alla gamma XC. Era disponibile con una sola motorizzazione, un 2.4 T 5 cilindri in linea a benzina.

## Seconda serie (2000-2007)

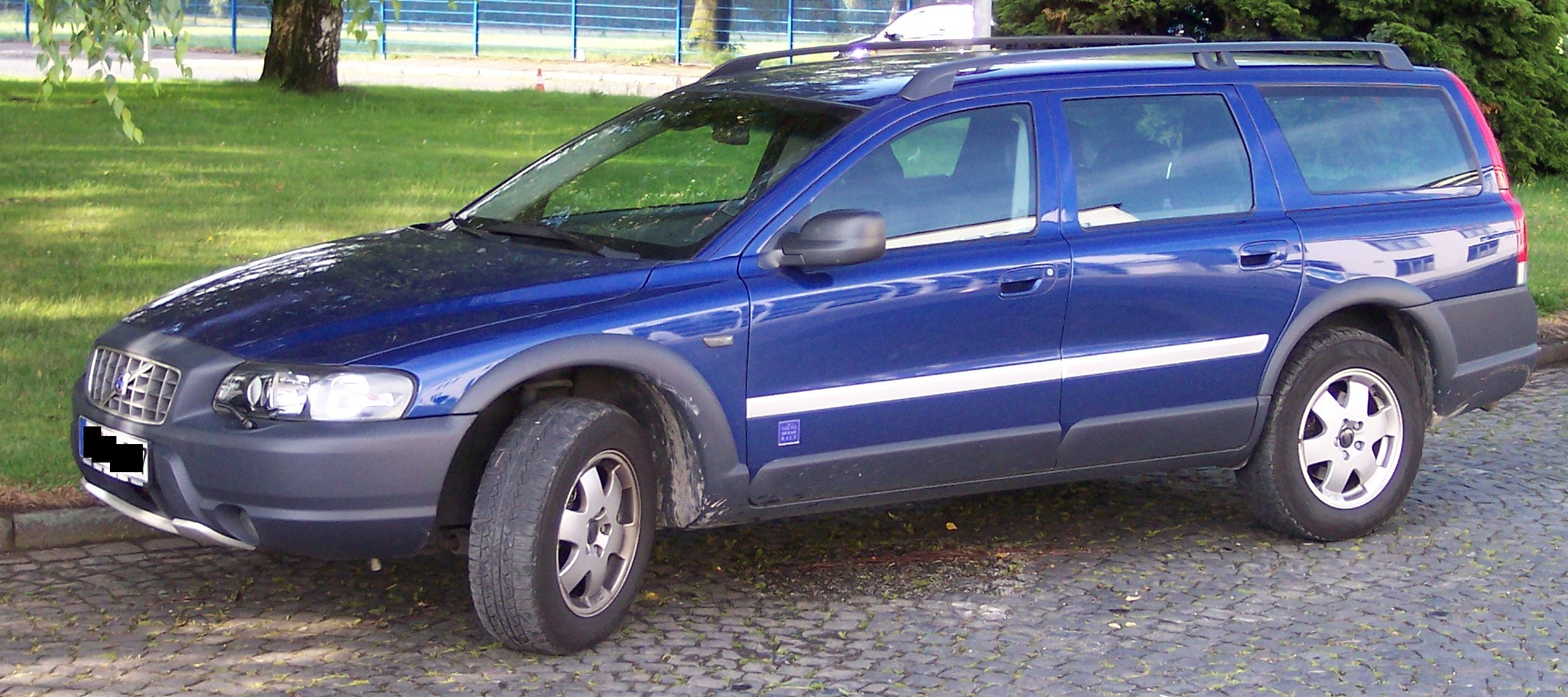
Volvo XC70 seconda serie

Anche la seconda serie debuttò col nome di V70XC, che fu cambiato in XC70 quando, alla fine del 2002, fu introdotto il grande SUV XC90. Gli interni sono ancora da grossa station wagon, ma la vettura è ora un vero SUV, infatti ha robuste protezioni e la trazione integrale permanente di serie su quasi tutte le versioni. Questa serie è popolare in tutto il mondo, e sono molti i corpi militari e civili che ne utilizzano per le loro mansioni.

### Motori
Monta solo motori trasversali a 5 cilindri in linea e si può scegliere tra cambio manuale o automatico. Il 2.4T è stato sostituito nel 2003 dal 2.5T. È stato introdotto anche il diesel turbocompresso D5.
| Modello | Tipo    | Potenza (kW/CV) | Cilindrata (cm³) | Accelerazione 0-100 km/h (s) | Vel. max (km/h) | Consumo medio (l/100 km) | Cambio  |
| ------- | ------- | --------------- | ---------------- | ---------------------------- | --------------- | ------------------------ | ------- |
| 2.4 T   | benzina | 147/200         | 2435             | 8,8                          | 210             | 10,6                     | Manuale |
| 2.5 T   | benzina | 154/209         | 2521             | 8,1                          | 210             | 10,4                     | Manuale |
| 2.4 D   | diesel  | 120/163         | 2401             | 9,8                          | 200             | 7,2                      | Manuale |
| 2.4 D5  | diesel  | 136/185         | 2401             | 9,5                          | 210             | 7,6                      | Manuale |

## Terza serie (2007-2016)

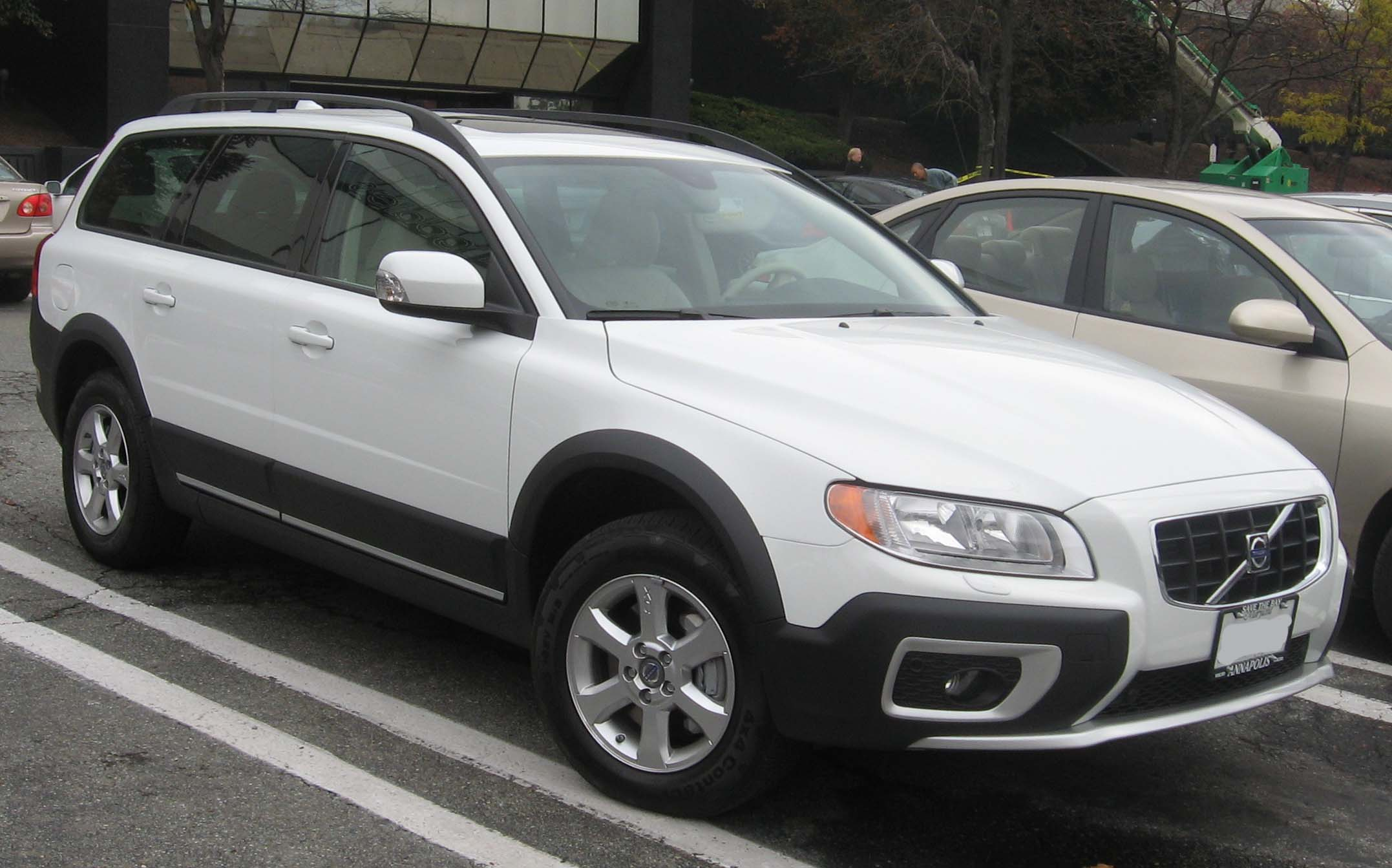
Volvo XC70 terza serie

In contemporanea con la presentazione della terza serie della V70 è entrata in commercio anche la derivata offroad, ovvero l'XC70. Viene prodotta nello stabilimento Volvo a Torslanda in Svezia.
Rispetto alla serie precedente le dimensioni esterne sono leggermente aumentate, raggiungendo la lunghezza di 4,84 metri, la larghezza di 1,86 metri e l'altezza di 1,6 metri. Nel giugno 2011 sulla XC70 sono stati effettuati gli stessi aggiornamenti di V70 e S80, ossia una nuova plancia secondo lo stile della S60, nuovi indicatori di direzione laterali a LED, nuovi colori e l'aggiornamento nei motori D3 e D5. Quest'ultimo ha guadagnato 10 CV e 20 Nm di coppia. Nel 2013, come tutta la gamma (ad eccezione della V40 e della XC90 della quale l'anno successivo sarebbe stata presentata la seconda generazione) viene sottoposta a un restyling che cambia i paraurti facendo sembrare l'auto più bassa e larga e altri dettagli che migliorano l'eleganza.

### Motori
Novità rispetto alle precedenti serie è che è disponibile anche un motore a 6 cilindri, il 3.0 della S80. Il cambio automatico è di serie sulla 3.0 e a richiesta sulla D3 2.4 con trazione AWD e sulla D5 sempre AWD. Sulla D3 2.0 a trazione anteriore è di serie.
| Modello     | Tipo    | Potenza (kW/CV) | Cilindrata (cm³) | Accelerazione 0-100 km/h (s) | Vel. max (km/h) | Consumo medio (l/100 km) | Cambio     |
| ----------- | ------- | --------------- | ---------------- | ---------------------------- | --------------- | ------------------------ | ---------- |
| 3.0 T6      | benzina | 224/304         | 2953             | 7,4                          | 215             | 10,6                     | Automatico |
| 2.0 D DRIVe | diesel  | 120/163         | 1984             | 10,2                         | 205             | 5,4                      | Manuale    |
| 2.0 D3      | diesel  | 120/163         | 1984             | 10,2                         | 200             | 6,4                      | Automatico |
| 2.4 D3 AWD  | diesel  | 120/163         | 2400             | 10,4                         | 200             | 5,5                      | Manuale    |
| 2.4 D3 AWD  | diesel  | 120/163         | 2400             | 10,8                         | 200             | 7,0                      | Automatico |
| 2.4 D5 AWD  | diesel  | 158/215         | 2400             | 8,3                          | 210             | 5,5                      | Manuale    |
| 2.4 D5 AWD  | diesel  | 158/215         | 2400             | 8,8                          | 210             | 7,0                      | Automatico |